# Cecilia Vanderbeek
Pour les articles homonymes, voir Vanderbeek.
La baronne Cecilia Vanderbeek, née le 6 juillet 1932 à Mortsel et décédée le 15 mars 1999 à Wilrijk, fut une artiste peintre belge flamande.

## Distinctions
Elle fut élevée au rang de baronne par le roi Albert II en 1997.
- Ressource relative aux beaux-arts :   - RKDartists

1. ↑  « http://www.archiefbank.be/dlnk/AE_12711 »